# Pimelea haematostachya
Pimelea haematostachya är en tibastväxtart som beskrevs av Ferdinand von Mueller. Pimelea haematostachya ingår i släktet Pimelea och familjen tibastväxter. Inga underarter finns listade i Catalogue of Life.